# Colin Allen
Colin James Allen (Sydney, 27 gennaio ...) è un attivista australiano, membro della comunità sorda.

## Biografia
È stato eletto il 17 luglio 2011 come il 6º Presidente della Federazione Mondiale dei Sordi(WFD), fino al luglio 2019 con il successore Joseph Murray.

## Carriera
È stato per 11 anni Presidente dell'Associazione dei Gay e Lesbiche Sordi Australiani dal 1986 al 1990.
È stato Presidente dell'Associazione nazionale dei sordi dell'Australia per due mandati: il primo dal 1987 al 1994; ed il secondo mandato dal 1996 al 1999.
È stato consigliere della WFD dal 2003 al 2011.
È stato Presidente della WFD dal 2011 al 2019.
È stato eletto come primo Vicepresidente dell'International Disability Alliance dal 2013 al 2016 per poi essere eletto come Presidente dell'IDA dal 2016 al 2018.